# Мытно
Мы́тно — деревня в Новгородском муниципальном районе Новгородской области, входит в состав Савинского сельского поселения.
Деревня расположена на левом берегу реки Вишера, на расстоянии 17 км по дороге от деревни Новоселицы.
Ниже в 1,5 км, по течению Вишеры находятся деревни Марково и Рушиново.
| 2010 |
| ---- |
| 69   |

## История
Название происходит от установленного налога (пошлины) мыта, который взимался за провоз товаров сухопутным и речным путями. Подобная система сформировались на Руси к XI-XII векам.
Мытно впервые упоминается в «Писцовой книге Обонежской пятины письма Юрия Константиновича Сабурова» (1495/1496 год), как Мытенской погост на Вешоре (погостами ранее называли крупные поселения, центры окрестных земель).
После шведского нашествия 1611-1612 годов, Михаил Фёдорович Романов выдал разоренному Ионо-Отенскому монастырю (на территории которого находился данный погост) грамоту, где мытникам было предписано руководство по взиманию пошлины.
До упразднения Новгородской губернии деревня находилась в составе Папоротско-Островской волости Крестецкого уезда. По состоянию на 1847 год (карта Безкорниловича М. О.), в Мытне 25 дворов.
В 1907 году на средства, завещанные священником Я. Должинским, в Мытне была построена новая церковь Святителя и Чудотворца Николая.
После упразднения Новгородской губернии деревня была центром Мытненского сельсовета Новгородского района Ленинградской области, с 5 июля 1944 года в Новгородской области. С 29 июля 1947 года должность председателя Мытненского сельсовета исполнял Вуколов В.А. (1910-1987).
До весны 2014 года деревня входила в состав ныне упразднённого Новоселицкого сельского поселения

## Достопримечательности
Камень «Щеглец» (или «Щаглец») в 2 км от деревни.

## Транспорт
Через деревню проходит автомобильная дорога от федеральной автомобильной дороги «Россия» М10 (E 105) до дороги Р53 (Спасская Полисть — Селищи — Малая Вишера — Любытино — Боровичи). Ближайшая железнодорожная станция расположена на главном ходу Октябрьской железной дороги — в городе Малая Вишера, в 42 км по автомобильной дороге, а также станция Новгород-на-Волхове в Великом Новгороде. Рядом с деревней проходит автомобильная дорога М11. В 2018 году введён в эксплуатацию пункт взимания платы.